# Ali Ghalem
Ali Ghalem (parfois Ali Ghanem) est un réalisateur, scénariste et écrivain algérien, né en 1943 à Constantine (Algérie).

## Filmographie
- 1970 : Mektoub
- 1975 : L'Autre France
- 1982 : Une femme pour mon fils (Zawja li lbny)
- 2007 : Chacun sa vie

## Publications
- Une femme pour mon fils, Imra'a l'ibnī, roman, éditions Syros, 1979[2],[3],  (ISBN 2901968287)
- Le Serpent à sept têtes, roman, Flammarion, 1984,  (ISBN 2080646222),  (ISBN 9782080646224)